# Frozen (franchise)

Frozen is een Disney mediafranchise die van start ging in 2013 met de geanimeerde speelfilm Frozen, geregisseerd door Chris Buck en Jennifer Lee. De film werd geproduceerd door Walt Disney Animation Studios en is losjes gebaseerd op het sprookje De sneeuwkoningin van Hans Christian Andersen. De liedjes zijn geschreven door de songwriters Robert Lopez en Kristen Anderson-Lopez. De filmmuziek is gecomponeerd door de componist Christophe Beck.
Na het uitbrengen van de film in 2013 is de franchise zeer snel uitgegroeid met attracties in de Walt Disney attractieparken, computerspellen, boeken, merchandise, een Disney on Ice show en musicals. De originele film uit 2013 werd vervolgd met twee korte films en de film Frozen II uit 2019. De eerste film won twee Oscars in de categorieën beste animatiefilm en beste originele nummer ("Let It Go"). De twee langspeelfilms brachten gezamenlijk ruim $ 2,7 miljard op en staat daarmee op de 22e plaats in de lijst van succesvolste filmreeksen.

## Films
| Film                    | Première                       | Regisseur(s)                  | Schrijver(s)                                                                   | Producent(en)                    |
| Langspeelfilms          | Langspeelfilms                 | Langspeelfilms                | Langspeelfilms                                                                 | Langspeelfilms                   |
| ----------------------- | ------------------------------ | ----------------------------- | ------------------------------------------------------------------------------ | -------------------------------- |
| Frozen                  | 19 november 2013 (Los Angeles) | Chris Buck & Jennifer Lee     | Chris Buck, Jennifer Lee & Shane Morris                                        | Peter Del Vecho                  |
| Frozen II               | 7 november 2019 (Los Angeles)  | Chris Buck & Jennifer Lee     | Chris Buck, Jennifer Lee, Marc E. Smith, Kristen Anderson-Lopez & Robert Lopez | Peter Del Vecho                  |
| Korte films             |                                |                               |                                                                                |                                  |
| Frozen Fever            | 13 maart 2015 (met Cinderella) | Chris Buck & Jennifer Lee     | Chris Buck, Jennifer Lee & Marc E. Smith                                       | Peter Del Vecho & Aimee Scribner |
| Olaf's Frozen Adventure | 22 november 2017 (met Coco)    | Kevin Deters & Stevie Wermers | Jac Schaeffer                                                                  | Roy Conli                        |

## Rolverdeling
| Personages  | Langspeelfilms   | Langspeelfilms            | Korte films         | Korte films                    |
| Personages  | Frozen (2013)    | Frozen II (2019)          | Frozen Fever (2015) | Olaf's Frozen Adventure (2017) |
| ----------- | ---------------- | ------------------------- | ------------------- | ------------------------------ |
| Anna        | Kristen Bell     | Kristen Bell              | Kristen Bell        | Kristen Bell                   |
| Elsa        | Idina Menzel     | Idina Menzel              | Idina Menzel        | Idina Menzel                   |
| Kristoff    | Jonathan Groff   | Jonathan Groff            | Jonathan Groff      | Jonathan Groff                 |
| Olaf        | Josh Gad         | Josh Gad                  | Josh Gad            | Josh Gad                       |
| Sven        | Frank Welker     | Jonathan Groff            |                     |                                |
| Hans        | Santino Fontana  | Santino Fontana (archief) | Santino Fontana     |                                |
| Marshmallow | Paul Briggs      | Paul Briggs               | Paul Briggs         |                                |
| Oaken       | Chris Williams   |                           | Chris Williams      | Chris Williams                 |
| Agnarr      | Maurice LaMarche | Alfred Molina             |                     | stille cameo                   |
| Iduna       | Jennifer Lee     | Evan Rachel Wood          |                     | stille cameo                   |
| Duke        | Alan Tudyk       | Alan Tudyk (archief)      |                     |                                |
| Pabbie      | Ciarán Hinds     | Ciarán Hinds              |                     |                                |
| Bulda       | Maia Wilson      | Maia Wilson               |                     |                                |
| Mattias     | stille cameo     | Sterling K. Brown         |                     |                                |

## Budget en opbrengst
| Film      | Budget        | Opbrengst Noord-Amerika | Opbrengst overige delen | Opbrengst wereldwijd | Bron  |
| --------- | ------------- | ----------------------- | ----------------------- | -------------------- | ----- |
| Frozen    | $ 150.000.000 | $ 400.738.009           | $ 880.064.273           | $ 1.280.802.282      | [ 1 ] |
| Frozen II | $ 150.000.000 | $ 477.372.134           | $ 972.427.872           | $ 1.449.800.006      | [ 2 ] |

## Ontvangst
| Film      | Rotten Tomatoes         | Metacritic      | Bron        |
| --------- | ----------------------- | --------------- | ----------- |
| Frozen    | 90% (241 beoordelingen) | 74 (43 critici) | [ 3 ] [ 4 ] |
| Frozen II | 77% (300 beoordelingen) | 64 (47 critici) | [ 5 ] [ 6 ] |

## Computerspellen
Een aantal computerspellen die gebaseerd zijn op de Frozen franchise zijn onder meer:
- Disney Frozen: Olaf's Quest, een platformspel uitgebracht op 12 november 2013. Ontwikkeld door 1st Playable Productions en uitgegeven door GameMill Enterainment. Het spel is beschikbaar voor de Nintendo DS en Nintendo 3DS.
- Frozen Free Fall, een Puzzelspel uitgebracht op 20 november 2013. Ontwikkeld door Disney en uitgegeven door Jam City. Het spel is beschikbaar voor iOS en Android.
- Frozen Story Theater, een platformspel uitgebracht op 23 februari 2015. Ontwikkeld door Disney en uitgegeven door Requirement. Het spel is beschikbaar voor Android.
- Frozen Free Fall: Snowball Fighter, een puzzelspel uitgebracht 15 september 2015.Ontwikkeld door SuperVillain Studios en uitgegeven door The Walt Disney Company. Het spel is beschikbaar voor Microsoft Windows.

## Boeken
Door het grote succes van de eerste film verschenen er talloze boeken en strips die gebaseerd zijn op de personages van Frozen. Een aantal noemenswaardige vermeldingen zijn:
- 2013: Vijf Frozen-gerelateerde titels die zijn uitgegeven door Random House voor de Engelstalige markt, waarvan er 8 miljoen exemplaren van zijn verkocht.
- 2013: The Art of Frozen, een boek van Charles Solomon die werd uitgegeven door Chronicle Books, uit The Art of... boekenreeks.
- 2014: Frozen - Graphic Novel, een digitale striproman die werd uitgegeven door Disney Press, waarvan in 2018 een gedrukte versie werd gepubliceerd door Joe Books.

## Attracties
Op 6 oktober 2014 verscheen in Disneyland Resort de winkel Anna & Elsa's Boutique met producten die geïnspireerd zijn op de franchise. In oktober 2017 werd op de locatie Dream Boutique geïntroduceerd, met als thema alle Disney-prinsessen. Op 27 mei 2016 ging de show Frozen - Live at the Hyperion in première in het park Disney California Adventure Park. Op 21 juni 2016 werd in Epcot (Walt Disney World Resort) de dark water ride attractie Frozen Ever After geopend.

## Musicals
Met het succes van Frozen begon Disney te werken aan drie musicals-aanpassingen, als een attractie in het Hyperion Theater in Disney California Adventure Park, voor Broadway en Disney Cruise Line. Een aantal shows die door Disney werden gerealiseerd zijn:
- Disney on Ice: Frozen, een schaatsshow die op 4 september 2014 in première ging in het Amway Center in Orlando.
- Frozen, een musical die op 22 maart 2018 in première ging in op Broadway.

## Muziek

### Albums
| Album met eventuele hitnotering(en) in de Nederlandse Album Top 100 | Datum van verschijnen | Datum van binnenkomst | Hoogste positie | Aantal weken | Opmerkingen                                                             |
| ------------------------------------------------------------------- | --------------------- | --------------------- | --------------- | ------------ | ----------------------------------------------------------------------- |
| Frozen (Original Motion Picture Soundtrack)                         | 25-11-2013            | 18-01-2014            | 2               | 188          | van Kristen Anderson-Lopez, Robert Lopez en Christophe Beck met de cast |
| Frozen II (Original Motion Picture Soundtrack)                      | 15-11-2019            | 23-11-2019            | 14              | 17*          | van Kristen Anderson-Lopez, Robert Lopez en Christophe Beck met de cast |

| Album met hitnotering(en) in de Vlaamse Ultratop 200 albums | Datum van verschijnen | Datum van binnenkomst | Hoogste positie | Aantal weken | Opmerkingen                                                             |
| ----------------------------------------------------------- | --------------------- | --------------------- | --------------- | ------------ | ----------------------------------------------------------------------- |
| Frozen (Original Motion Picture Soundtrack)                 | 25-11-2013            | 14-12-2013            | 22              | 21           | van Kristen Anderson-Lopez, Robert Lopez en Christophe Beck met de cast |
| Frozen II (Original Motion Pictuire Soundtrack)             | 15-11-2019            | 23-11-2019            | 15              | 17*          | van Kristen Anderson-Lopez, Robert Lopez en Christophe Beck met de cast |

### Singles
| Single met eventuele hitnotering(en) in de Nederlandse Top 40 | Datum van verschijnen | Datum van binnenkomst | Hoogste positie | Aantal weken | Opmerkingen                                    |
| ------------------------------------------------------------- | --------------------- | --------------------- | --------------- | ------------ | ---------------------------------------------- |
| Let It Go                                                     | 21-10-2013            | -                     |                 |              | van Demi Lovato / Nr. 70 in de Single Top 100  |
| Let It Go                                                     | 25-11-2013            | -                     |                 |              | van Idina Menzel / Nr. 67 in de Single Top 100 |

| Single met hitnotering(en) in de Vlaamse Ultratop 50 | Datum van verschijnen | Datum van binnenkomst | Hoogste positie | Aantal weken | Opmerkingen                       |
| ---------------------------------------------------- | --------------------- | --------------------- | --------------- | ------------ | --------------------------------- |
| Let It Go                                            | 21-10-2013            | 28-12-2013            | 15              | 21           | van Demi Lovato                   |
| Let It Go                                            | 25-11-2013            | 08-03-2014            | tip55           | -            | van Idina Menzel                  |
| Into the Unknown                                     | 04-11-2019            | 30-11-2019            | tip15           | -            | van Idina Menzel featuring Aurora |